# منتزعة الكبريت البوركينينية
منتزعة الكبريت البوركينينية (الاسم العلمي: Desulfovibrio burkinensis) هي نوع من البكتيريا، سلبية الغرام، تتبع جنس منتزعة الكبريت.